# Tropico 5
Tropico 5 (укр. Тропіко 5) — відеогра в жанрі економічна стратегія, симулятор містобудування, розроблена болгарською студією Haemimont Games для Microsoft Windows, Mac, Linux і Xbox 360 і видавана німецькою фірмою Kalypso Media. Гра вийшла 23 травня 2014 року для ПК.
13 серпня стало відомо, що на 2018 рік заплановано вихід нової частини серії, Tropico 6. Але з часом, реліз відеогри перенесли на січень 2019 року, як пояснюють розробники, це пов'язано з їх прагненням «повністю перевершити всі колишні частини серії».

## Нововведення
- Ери — почніть правління в колоніальні часи, переживіть світові війни і Велику депресію, розвивайтеся до наших днів … і далі! Починаючи з XIX і по XXI століття, кожна епоха має свої особливі завдання і унікальні можливості.
- Династія — на острові кожен член великої родини Ель Президенте може бути призначений правителем, керуючим, послом або генералом. Інвестуйте кошти в свою династію, відкривайте нові особливості і перетворите вашу сім'ю в своє головне надбання.
- Дослідження і модернізація — розвивайте свою націю, освоюючи будівництво нових будівель, відкриваючи нові технології і ресурси. Оновлюйте старі споруди, щоб підняти їх ефективність!
- Удосконалена система торгівлі і торговий флот — створіть великий торговий флот і використовуйте ваші кораблі для підтримки торгових відносин з сусідніми островами і наддержавами. Експортуйте свої товари по всьому світу і імпортуйте те, що вам необхідно.
- Повністю оновлений дизайн — художнє оформлення гри було створено практично заново, щоб забезпечити Tropico 5 унікальний візуальний стиль. У грі більше 100 будівель, відповідних певному історичному періоду.
- Кооперативний і багатокористувацький режими — до чотирьох гравців можуть одночасно будувати свої міста і розвивати економіку на будь-якій карті. Гравці зможуть обмінюватися різними ресурсами і населенням або оголошувати війну один одному.

У числі нововведень також будуть нові будівлі, нові укази і нові міжнародні завдання.